# Nike Hercules
De MIM-14 Nike Hercules is een Amerikaanse luchtdoelraket voorzien van vaste brandstof. Dit type raket werd door de United States Army en de meeste NAVO-strijdkrachten gedurende de Koude Oorlog als standaardafweer gebruikt voor de luchtverdediging op grote en middelgrote hoogte.

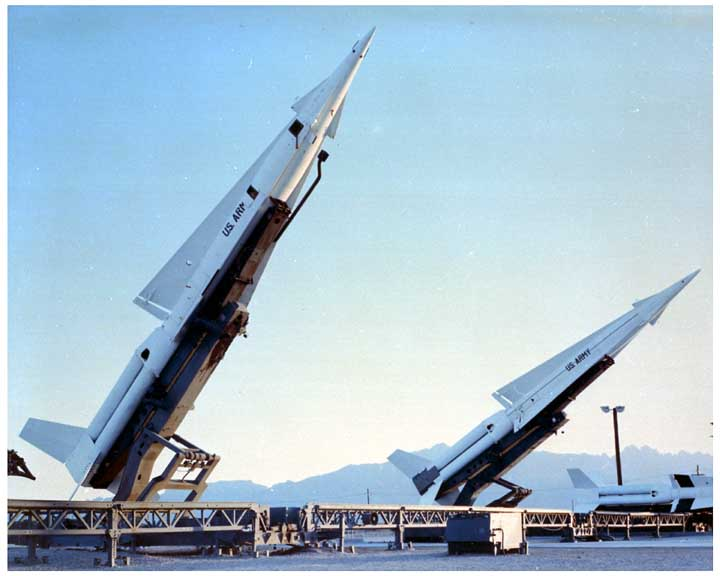
US Army Nikes

De Nike kon ook in een grond-grondconfiguratie gronddoelen bestoken.
Er werden door de jaren heen door de US Army alleen in de Verenigde Staten al 145 operationele Nike Hercules-sites bezet. Ook in voormalig West-Duitsland, Noorwegen, Denemarken, Turkije, Frankrijk, Italië, Griekenland en Zuid-Korea ontstonden vele Nike-sites; deels onder supervisie van de US Army en in Europa onder supervisie van de NAVO.
De productie van deze raketten werd in 1964 gestopt; de geleidelijke uitfasering van de Nike in de Verenigde Staten begon in 1962 en eindigde in 1975. In Europa werd de laatste US Army Nike-site in 1984 gedeactiveerd toen het nieuwe MIM-104 Patriot-systeem werd geïntroduceerd.
De Nike Hercules was vergelijkbaar met de Russische SA-2 Guideline-raket voor de middellange afstand. Dit type raket werd in de Vietnamoorlog veelvuldig en met succes tegen Amerikaanse vliegtuigen ingezet.
In totaal werden meer dan 25.000 Nike Hercules-raketten in allerlei versies afgeleverd; de meeste waren van het type MIM-14B.

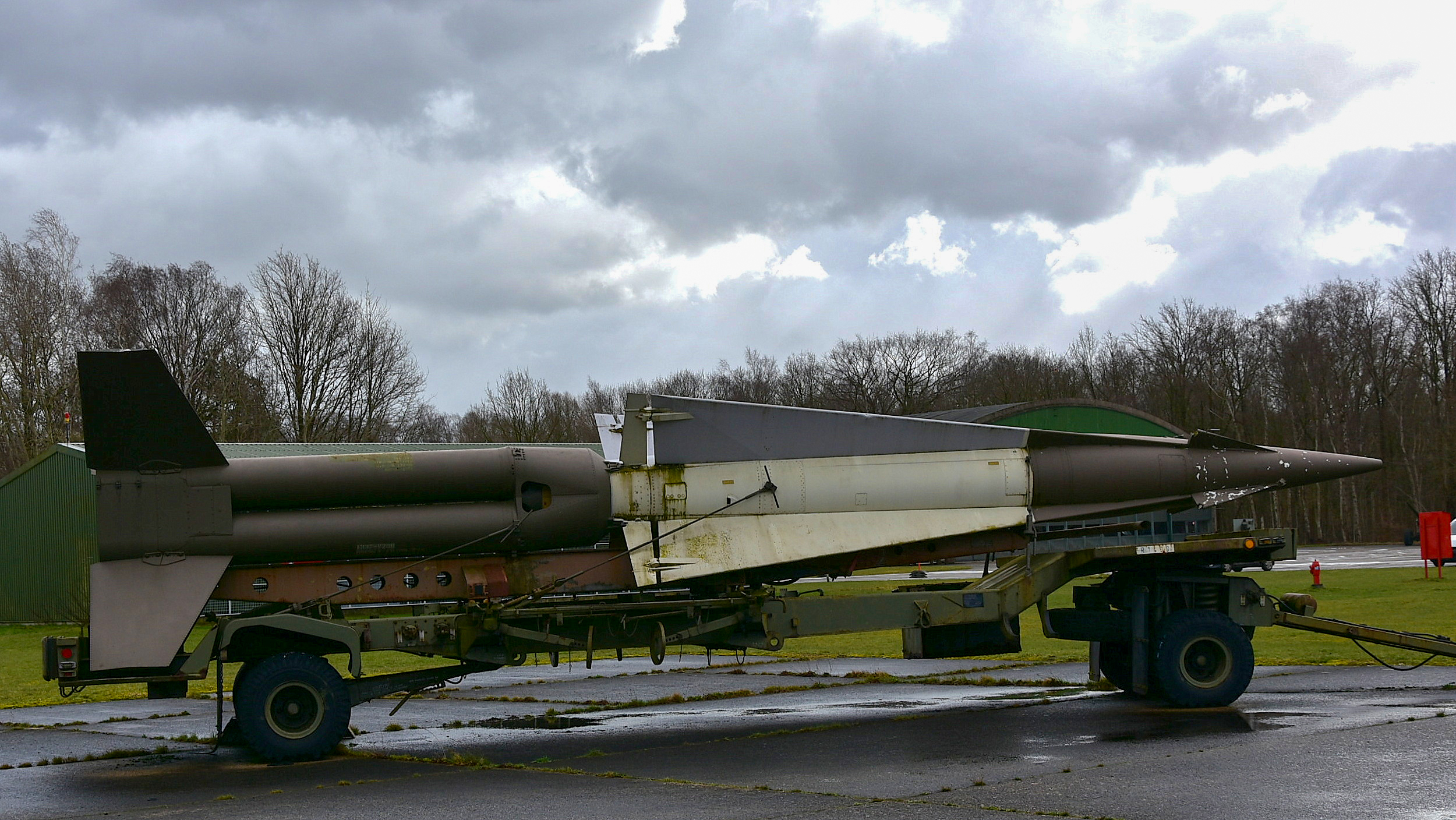
Nike Hercules op dolly in het Site Gunfire Brasschaat-Museum

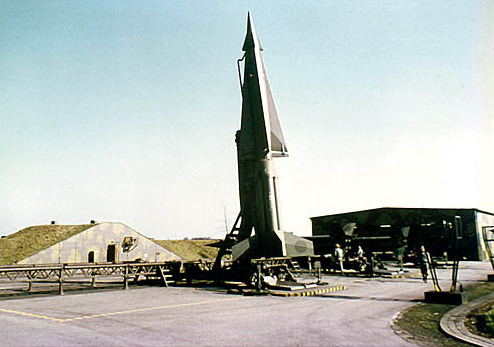
Een Nike-site van de Koninklijke Luchtmacht in Handorf (West-Duitsland)

## Technische specificaties
- Raket: Nike Hercules
- Lengte: 12,53 m totaal en 8,18 m voor de tweede trap
- Diameter: 0,80 m voor de booster en 0,53 m voor de tweede trap
- Vin-spanwijdte: 3,50 m voor de booster en 1,88 m voor de tweede trap
- Massa: 4850 kg totaal en 2505 kg voor de tweede trap
- V-Max: mach 3,65 (ca. 4.470 km/h)
- Bereik: meer dan 140 km
- Plafond: 45.700 m
- Boostertrap: cluster van raketten op vaste brandstof Hercules M42 (4x M5E1 Nike-boosters) 978 kN totaal
- Tweede trap: raket op vaste brandstof Thiokol M30, 44,4 kN
- Conventionele lading: T-45 High Explosive-springkop van 500 kg met ca. 270 kg HBX-6 M17-fragmentatiedeeltjes
- Atoomlading: W31-atoombom van 2 kt TNT-equivalent (M-97), 20 kt (M-22) of 40 kt (M-23)

## Werking

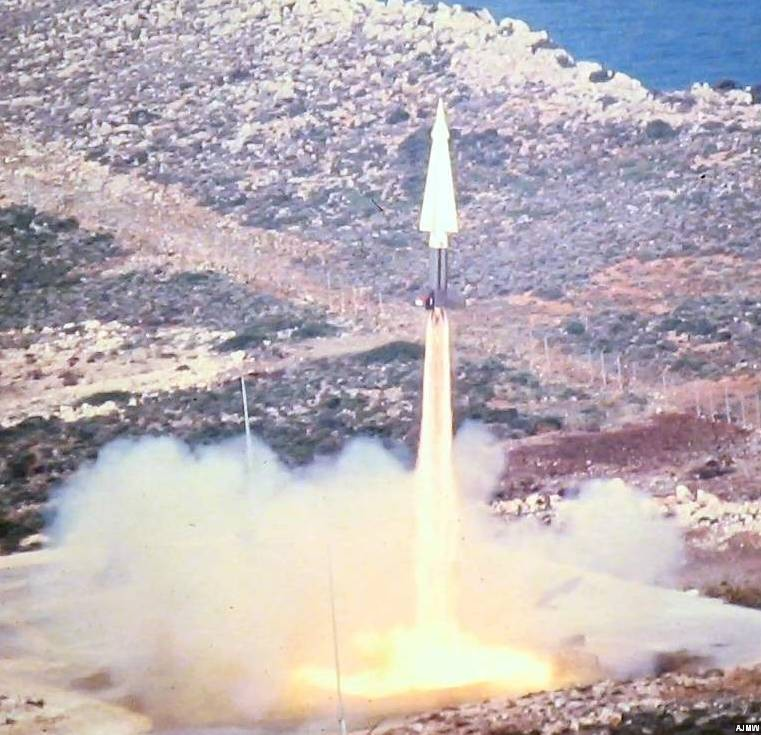
Lanceren Nike Hercules tijdens jaarlijkse oefening bij NAMFI op Kreta van 220 Squadron van de KLu (1970 of 1971)

Door het ontbranden van de booster na het afvuursignaal ging de raket bijna verticaal omhoog. Na het uitbranden (ongeveer 3 seconden) werd door het afvallen van de booster de hoofdmotor in de eigenlijke raket ontstoken. Afhankelijk van de richting, hoogte en afstand tot het doel draaide en neigde de raket naar een vlucht in de richting van het berekende onderscheppingspunt van de raket met het doel. Na het uitbranden van de hoofdmotor (ongeveer 30 seconden) was de raket in feite een zweefvliegtuig. Juist voor aankomst op het onderscheppingspunt werd de explosieve lading van de raket tot ontploffing gebracht om het doel uit te schakelen.
De Nike Herculesraket was een geleide raket. Voor de besturing ontving de raket stuurinformatie vanaf het grondstation (Integrated Fire Control, IFC). De door de raket ontvangen stuursignalen werden doorgegeven aan de stuurvlakken (vinnen) waarmee de raket bestuurd werd. Ook werd vanaf het grondstation het signaal naar de raket gestuurd om de explosieve lading tot ontploffing te brengen.
De IFC beschikte over een rondzoekradar (Low Power Acquisition Radar, LOPAR) waarmee vliegtuigen konden worden gedetecteerd. Na detectie van een vijandig vliegtuig werd met een doelvolgradar (Target Tracking Radar, TTR) de plaats en beweging van het vliegtuig zeer nauwkeurig gevolgd. Een analoge computer (later digitale computer) berekende aan de hand van deze informatie naar welk punt in de lucht de raket gestuurd moest worden om het doel te raken (onderscheppingspunt of intercept point). De afdelingsofficier (Battery Control Officer, BCO) bepaalde wanneer de raket gelanceerd moest worden. Een raketvolgradar (Missile Tracking Radar, MTR) volgde de raket en de computer berekende doorlopend, ook als het doel bijvoorbeeld van richting veranderde, de richting waarheen de raket gestuurd moest worden. Ook berekende de computer wanneer de raket het doel zeer dicht genaderd was om het ontploffingssignaal (burst signal) te geven. De raketvolgradar verzond naast de stuursignalen ook het ontploffingssignaal.
In geval van vijandige stoorsignalen (jamming) beschikte de IFC over een aparte afstandsradar (Target Range Radar, TRR) om ondanks de storing nauwkeurig de afstand tot het doel te kunnen bepalen. Om vast te kunnen stellen of het vliegtuig vijandelijk was, werd beschikt over een Identification Friend or Foe (IFF)-installatie. Daarnaast beschikte een IFC ook onder andere over een digitale dataverbinding (Coder Decoder Group, CDG, AN/MSQ18, later Battery Terminal Equipment, BTE) met een commandocentrale op een hoger niveau voor het ontvangen van orders (voor Nederland was dit een Groeps Operatie Centrum, GOC). Omdat de LOPAR een beperkt bereik had, beschikte iedere Nike-groep over minstens één HIPAR (High Power Acquisition Radar) om het detectiebereik te vergroten.

## Galerij

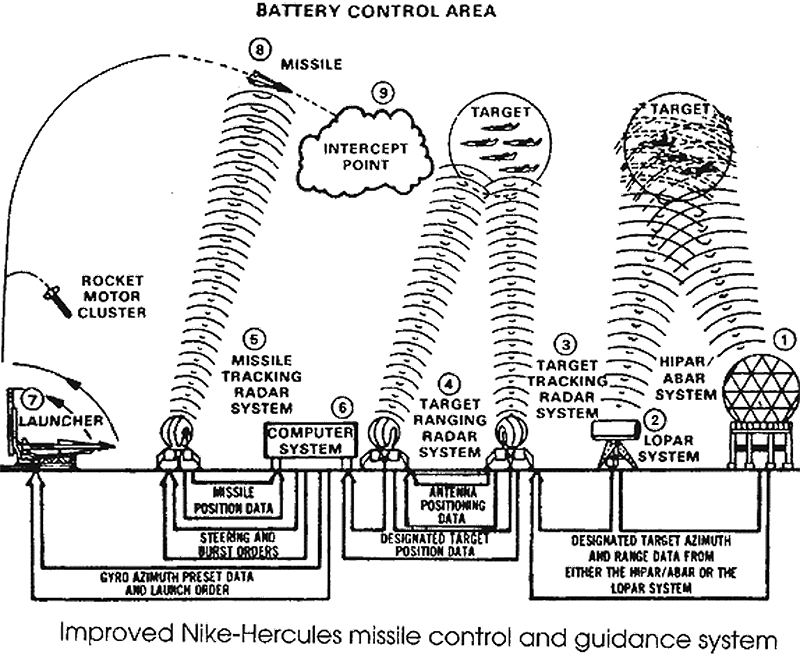
Overzicht van de werking van het Nike Hercules-systeem.
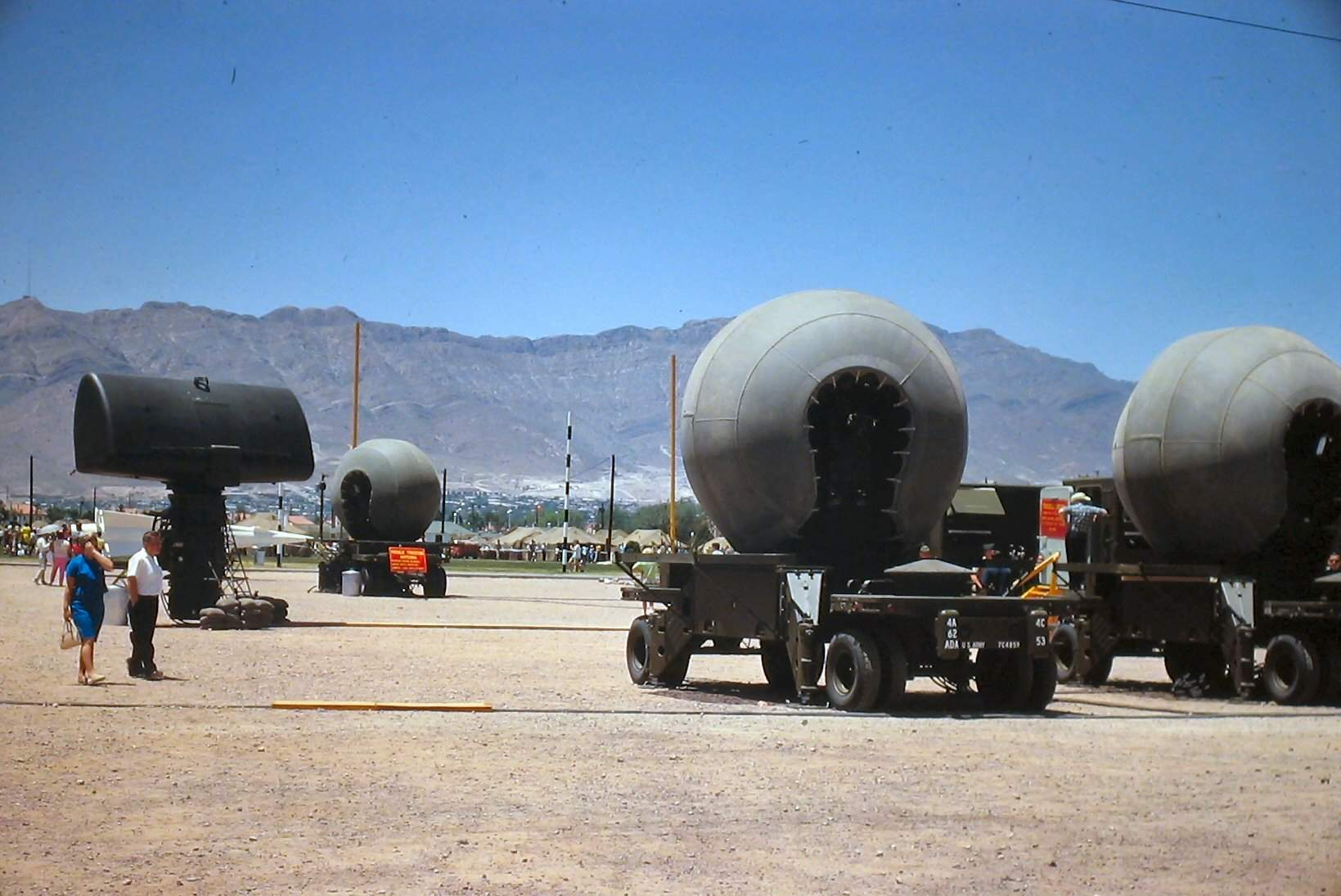
De radars van de IFC: de rondzoekradar (links) en de drie volgradars ('bollen' die van buiten hetzelfde lijken). Juist rechts zichtbaar tussen de twee radars de ingang van een van de twee trailers waarin het bedieningspersoneel werkte. Deze foto is van een niet-operationele opstelling om de grootte van de radars te tonen.
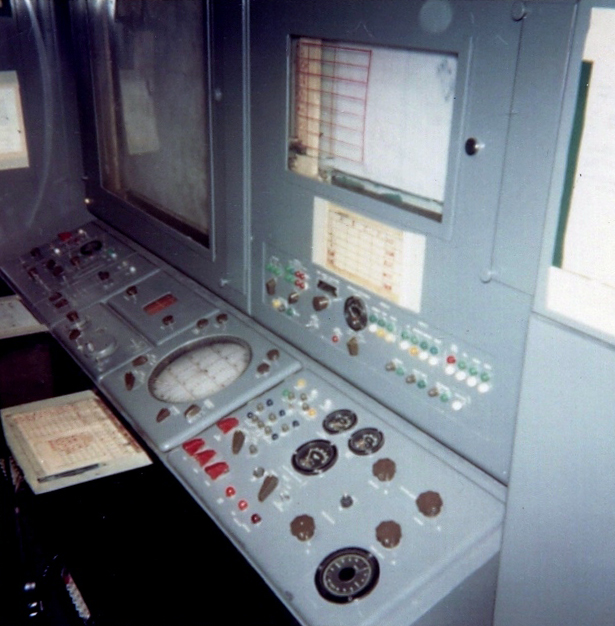
Bedieningsplaats van de Battery Control Officer (achter ronde scope) met links van hem de acquisition-operator en rechts de computer-operator.
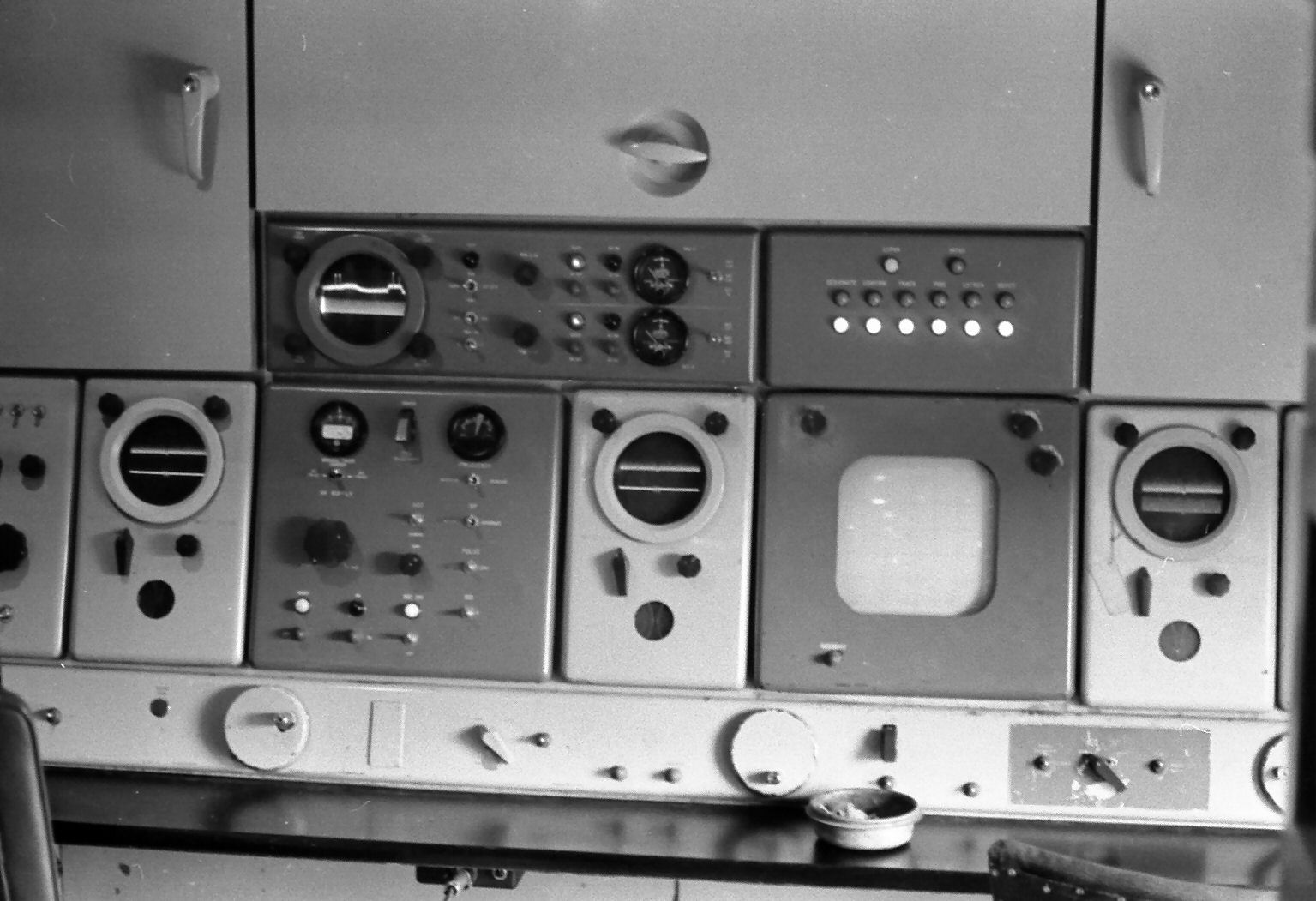
TTR- en TRR-bedieningsconsole. De TTR werd bediend door drie operators (range, elevation and azimuth). De TRR werd bediend door een supervisor.
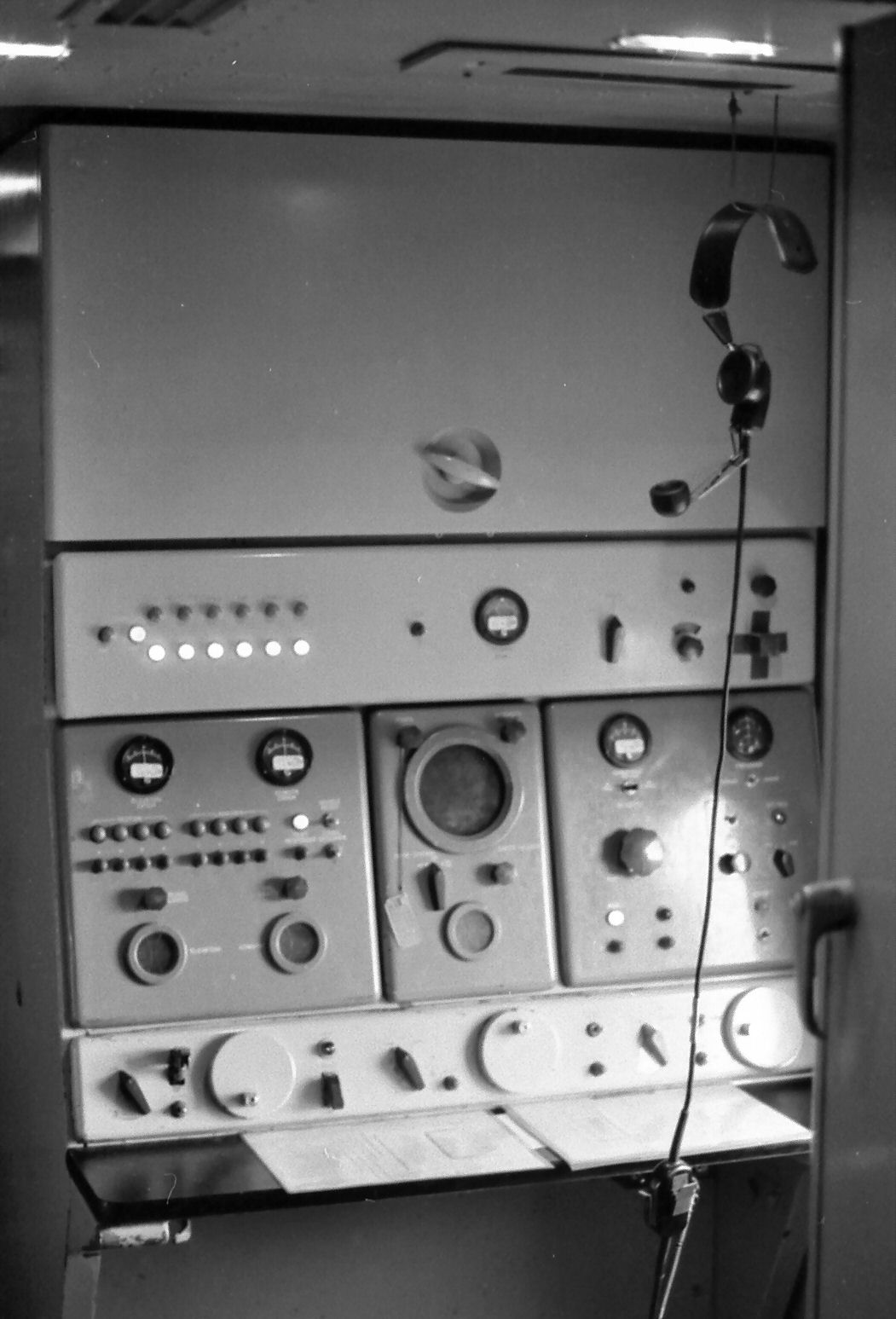
MTR-bedieningsconsole. De MTR werd bediend door één operator.
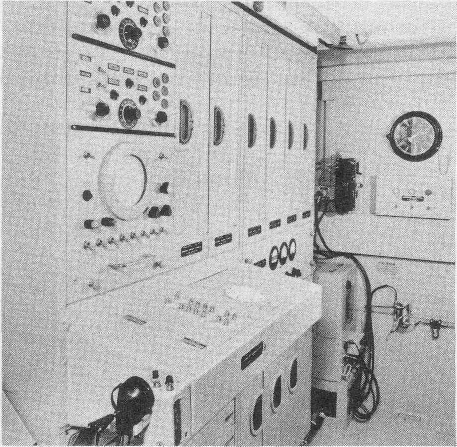
Coder decoder group AN/MSQ-18.

## Bediening en personeel (Nederlandse situatie, omstreeks 1970)
Voor de bediening van het Nike-systeem beschikte ieder squadron over drie operationele crews die, afhankelijk van de operationele status, in ploegendienst werkten.
- IFC
  - Battery Control-van (BC-van)
    - Battery Control Officer (Eerste luitenant), algemene leiding IFC en LA, vuurleiding
    - Acquisitie-operator (Sergeant), bediening rondzoekradar en IFF
    - Computer-operator (Korporaal), bediening computer
    - Switchboard-operator (Soldaat, Korporaal), bediening telefooncentrale
    - Early Warning Plotting Board-operator (Soldaat, Korporaal), plotten van het luchtbeeld

  - Radar Control-van (RC-van)
    - Track Supervisor (Sergeant-majoor, Adjudant), leiding RC-van, bediening TRR
    - MTR-operator (Sergeant), MTR
    - TTR Range-operator (Korporaal, Sergeant), bediening TTR range
    - TTR Azimuth-operator (Korporaal), bediening TTR Azimuth
    - TTR Elevation-operator (Korporaal), bediening TTR Elevatie

De operators waren verantwoordelijk voor de bediening en de juiste werking van de apparatuur. Voor het trainen van de operationele vaardigheid werden regelmatig, ook op onverwachte momenten, zogenaamde drills uitgevoerd. Voor controle van de juiste werking van de apparatuur werden op regelmatige tijden controles en kleine afstellingen door hen uitgevoerd. Naast de operationele crew waren ook een aantal (ca. zes) radar/computer-onderhoudsmonteurs (Sergeant, Sergeant-majoor) op de IFC tewerkgesteld (in de wandelgang 226 genoemd, naar aanleiding van hun opleidingscode).
- LA 
  - Launching Control Trailer (LCT)
    - Launching Control Officer (LCO, Sergeant-Majoor, Adjudant), leiding LA
    - Launching Control Console-operator (LCCO, Sergeant), bediening Launching Control Console (LCC)
    - Switchboard-operator

  - Launching Sections (3 stuks)
    - Section Chief (SC, Sergeant), leiding sectie, meewerkend launching crew
    - Section Panel-operator (Soldaat, Korporaal), bediening Section Control Group, meewerkend launching crew
    - 3 Launching crew medewerkers (Soldaat, Korporaal), gereedmaken en oprichten raketten
    - 1 Launching crew medewerker (Soldaat crewmember nr. 4), dieselgenerator op de sectie

Voor het onderhoud van de Nikeapparatuur op de LA en het assembleren of testen van raketten waren op de LA een aantal onderhoudsmonteurs tewerkgesteld (in de wandelgang 225 genoemd). In geval van de aanwezigheid van raketten met nucleaire lading was ook personeel tewerkgesteld op de LA. Zij hielden toezicht en voerden bewakingstaken uit.
Naast het bovengenoemde operationele/technische personeel werd ook beschikt over bewakingspersoneel (Soldaat, Sergeant), onderhoudspersoneel (Korporaal, Sergeant) voor onderhoud generatoren en dergelijke en onderhoudspersoneel (Sergeant) voor de verbindingen (straalzenders). Op het zogenaamde kampement was al het overige ondersteunend personeel tewerkgesteld (zoals administratie, medische dienst, brandweer, materieel transport, staf, materieelvoorziening, sport, huisvesting, enz.).

## Paraatheid
Een Nike Hercules-eenheid kende binnen de NAVO-verdedigingsgordel een aantal niveaus van paraatheid ('status' genoemd) welke doorlopend (24/7) tijdens de Koude Oorlog werd nagestreefd.
- Hoogste niveau. In oorlogstijd 'battle stations' en in vredestijd 'blazing skies' genoemd. Tijdens dit niveau bevond het personeel zich op hun bedieningsplaatsen en was al de apparatuur gecontroleerd en was men in staat om direct na detectie van een vijandelijk doel, een raket te lanceren.
- 15-minutenstatus. Het operationele personeel bevond zich in de directe omgeving van de apparatuur en kon na het uitvoeren van een aantal systeemcontroles naar het hogere paraatheidsniveau overschakelen. Doorlopend had één squadron van een geleide wapengroep deze status.
- 3-uursstatus. Het personeel diende binnen een korte tijd beschikbaar te zijn om naar het volgende paraatheidsniveau te kunnen overschakelen. Indien nodig werd aan de apparatuur klein onderhoud uitgevoerd of periodieke testen uitgevoerd. Doorlopend hadden twee squadrons van een groep deze status.
- 12-uursstatus. Personeel volgde cursussen of had verlof (met eventueel consignatiediensten). Ook werden grotere klachten aan het systeem verholpen. Doorlopend had één squadron van een groep deze status.
- Non-Ops. Indien het systeem door klachten of gepland groot onderhoud niet inzetbaar was, dan verloor het de operationele status.

In geval van klachten tijdens de hogere statusniveaus waarbij ingeschat werd dat de klacht niet snel gerepareerd kon worden, dan verloor een eenheid zijn originele status. Een andere eenheid diende deze status dan over te nemen.
Eenmaal per jaar ging een squadron met een crew naar een oefenterrein op Kreta in Griekenland (NATO Missile Firing Installation, NAMFI), waar een echte raket op een doel werd gelanceerd. Aanvankelijk was dit op de McGreggorrange in Texas. Dit was de zogenaamde Annual Service Practice (ASP).

## Checks
Om de juiste technische inzetbaarheid van de systemen te waarborgen, werden op regelmatige tijden systeemcontroles of checks uitgevoerd en zo nodig zaken afgeregeld.
Bij de hoogste paraatheid werd om de zes uur een aantal checks uitgevoerd. Verder werden dagelijks, wekelijks, maandelijkse, (half)jaarlijks en tweejaarlijks bepaalde controles uitgevoerd en/of onderdelen schoongemaakt of verwisseld. De 6-uurs-, dagelijkse en wekelijkse controles werden door de operators uitgevoerd, waarbij zij ook afregelingen uitvoerden. De overige controles werden veelal uitgevoerd door de monteurs (226's).

## Geschiedenis
De Western Electric MIM-14 Nike Hercules was de enige nucleair bewapende grond-luchtraket. De ontwikkeling begon in 1952 met het doel een raket te ontwikkelen die beter presteerde dan de tot dan toe gebruikte voorganger, de MIM-3 Nike Ajax.
Nadat gebleken was dat de Nike Ajax niet met een atoomkop kon worden uitgerust, werd besloten dat de te ontwikkelen opvolger ook op dit punt diende te voldoen. De firma's Western Electric (voor de gehele raket) en Douglas Aircraft Company (voor het airframe) kregen ten slotte de order; dit resulteerde in de Nike B, die in december 1956 officieel werd omgedoopt in Nike Hercules.
Voor de Nike Hercules werden diverse onderdelen van zijn voorganger de Nike Ajax gebruikt; zo bestond de boostertrap van de raket uit vier Nike Ajax-boosters. Deze waren echter, in tegenstelling tot de Nike Ajax, voorzien van vaste brandstof in plaats van de gevaarlijke vloeibare hydrazine die in de Nike Ajax was gebruikt. Ook gebruikte de Nike Hercules dezelfde geleidingsmodule als die van de Ajax en waren de meeste grondcomponenten voor beide typen bruikbaar.
De eerste productielijn draaide in 1958 en de afgeleverde raketten vervingen de Ajax al snel. De Nike Hercules werd toen ook aangeduid als Guided Missile Air Defense M6. M6 was de aanduiding voor geschiktheid tot het bewapenen met een M17-(of T45-)fragmentatiespringkop of met een W-31-atoomkop met een variabele sterkte van 2 kiloton of 40 kiloton TNT-equivalent. Het prestatieniveau van de raket maakte ze bij uitstek geschikt voor onderscheppingen op middelgrote en zeer grote hoogte.
Naarmate de Nike Hercules zich vermeerderde werden ook vele verbeteringen uitgevoerd ter verbetering van de mogelijkheden van de rondzoek- en volgradars. De grootste verbetering was een nieuwe L-band-rondzoekradar die de Hi-Power Aquisition Radar (HIPAR) werd genoemd. Ook de volgradar, de Target Tracking Radar (TTR) en de afstandberekenende radar, de Target Ranging Radar (TRR), werden beter bestand gemaakt tegen storing veroorzaakt door electronic counter measures (ECM).
Dit verbeterde systeem, waarmee het operationele prestatieniveau aanzienlijk steeg, werd aangeduid als de M6A1 Improved Hercules standaard. De nieuwe radars waren ook veel kleiner in omvang waarmee het Nike-systeem ook geschikt kon worden gemaakt voor mobiel gebruik.
In juni 1960 was een Improved Hercules-systeem in staat tot de eerste onderschepping van een inkomende ballistische MGM-5 Corporal SRBM-raket. Bovendien bezat dit systeem ook de mogelijkheid om de raketten tegen gronddoelen in te zetten (surface-surface mode). Het effectieve bereik als grond-luchtdoelraket was een straal van 120 kilometer, als grond-gronddoelraket bedroeg dit 200 kilometer.
De eerste Improved Hercules-systemen werden in de Verenigde Staten in 1961 operationeel.
In 1963 werden de M6- en M6A1-raket omgedoopt tot MIM-14A en MIM-14B. De in 1972 ontwikkelde MIM-14C was een aangepaste MIM-14B met een verbeterd geleidingssysteem dat de raket beter bestuurbaar maakte en beter bestendig was tegen ECM-storing.
Omstreeks 1972 werd de CDG vervangen door een veel kleiner apparaat (Battery Terminal Equipment, BTE). De CDG zette de digitale, elektronische operationele commando's vanaf het GOC om voor weergave op de azimut-indicator voor de BCO. En andersom werden diverse signalen (zoals 'gelanceerd') elektronisch naar het GOC gestuurd. Dit gebeurde volledig automatisch. De CDG was gemonteerd in een aparte container (van) van ongeveer 2 bij 1,5 m bij 1,8 m. De BTE was een klein apparaat dat gemonteerd werd naast de computer in de commandotrailer (BC van).
In de jaren 1980-1982 werd de besturingscomputer op de IFC vervangen door een moderne digitale computer met geïntegreerde schakelingen en processoren in plaats van vacuümbuizen en relais. De oorspronkelijke analoge computer besloeg een groot gedeelte (circa 2 bij 3 m) van de commandotrailer, de vervanger een kast van circa 60 bij 60 centimeter.

## Eenheden
Ook eenheden uit België en Nederland werden uitgerust met de Nike Hercules; deze eenheden stonden onder NAVO-bevelvoering en waren gelegerd in voormalig West-Duitsland.
De Belgische luchtmachteenheden bestonden uit de 9e en 13e Wing Telegeleide Tuigen Grond-Lucht.
- 9e Missile Wing (Nederlandstalig)
  - Opgericht 1959-1990; hoofdkwartier Grefrath
  - Sterkte 4 operationele smaldelen 54 (nuc), 55 (nuc), 56 (nuc) en 57 (conv)
  - Gelegerd in de plaatsen Xanten, Kapellen (Moers), Grefrath en Erle
- 13e Missile Wing (Franstalig)
  - Opgericht 1962-1990; hoofdkwartier Düren
  - Sterkte 4 operationele smaldelen 50 (nuc), 51 (nuc), 52 (conv) en 53 (nuc)
  - Gelegerd in de plaatsen Düren, Blankenheim, Euskirchen en Kaster

De Nederlandse Nike-luchtmachteenheden bestonden uit de 1e en 2e Groep Geleide Wapens (GGW). Later werden deze omgevormd tot 12GGW.
Voor het hoofdartikel, zie Groepen Geleide Wapens (GGW).
- 1 GGW: hoofdkwartier Münster-Handorf
  - Opgericht 01-11-1959, opgeheven 15-05-1975 en samengevoegd met 2GGW als 12 GGW;
  - Sterkte 4 operationele squadrons 118 (nuc, tevens GOC), 119 (nuc), 120 (nuc) en 121 (conv)
  - Gelegerd in de plaatsen Vörden, Handorf, Borgholzhausen en Bad Essen
- 2 GGW: hoofdkwartier Schöppingen
  - Opgericht 08-04-1963, opgeheven 15-05-1975 en samengevoegd met 1GGW als 12GGW;
  - Sterkte 4 operationele squadrons 220 (nuc, tevens GOC), 221 (nuc), 222 (conv) en 223 (nuc)
  - Gelegerd in de plaatsen Schöppingen, Erle, Nordhorn en Rheine
- 12GGW: hoofdkwartier Hesepe
  - Opgericht 15-05-1975, opgeheven 01-04-1988;
  - Sterkte 4 operationele squadrons 118 (nuc, tevens GOC), 120 (nuc), 220 (nuc) en 223 (conv)
  - Gelegerd in de plaatsen Vörden (118 sqn), Borgholzhausen (120 sqn), Schöppingen (220 sqn) en Rheine (223 sqn)
- GTMGW Groep Techniek Materieel Geleide Wapens. Naast de operationele onderdelen werd beschikt over een onderhoudsgroep waar het hoger niveau onderhoud werd uitgevoerd en waarvandaan de onderdelen werden bevoorraad (techniek).
  - Opgericht 01-02-1964, opgeheven 15-05-1975 en samengevoegd met 1GGW en 2GGW als 12GGW; Locatie Hesepe

## Trivia
- - De Nike Ajax- en Herculessystemen waren door de VS aan de verschillende NAVO-landen ter beschikking gesteld onder het zogenaamde Military Aid Program MAP.[1] De plaatsing, bediening en het onderhoud was de verantwoording van de ontvangende landen. De eenheden waren ingebed in de NAVO-commandostructuur.
  - De in Duitsland geplaatste Belgische en Nederlandse Nike Hercules-onderdelen (squadrons) waren onderdeel van respectievelijk de Belgische luchtmacht en de Koninklijke Luchtmacht. In de VS waren de Nike Herculessen onderdeel van de United States Army (Amerikaanse landmacht).
  - De LA bestond uit drie lanceereenheden (secties: alfa, bravo en charlie) die gecoördineerd werden vanuit een Launching Control Trailer (LCT). De secties bestonden uit drie lanceerinstallaties, een hangar voor de opslag van de raketten, en een bunker met de sectiebedieningsapparatuur en waarin de sectiecrew plaatsnam bij het lanceren.
  - Vanwege de stijgsnelheid van de raket en de daarmee samenhangende hoekvolgsnelheid van de MTR lag de LA op een afstand van minstens ongeveer 1 km vanaf de IFC. De maximale afstand was ongeveer 5,5 km en werd bepaald door de maximale lengte van de verbindingskabels tussen IFC en LA en de maximaal instelbare offset of parallax van de LA ten opzichte van de TTR. (De TTR is het elektronische middelpunt van het gehele systeem.)
  - Het bepalen van het moment van lanceren van de raket gebeurde door de BCO en was niet automatisch, mogelijk zoals bij de Patriot. Afhankelijk van de tactische situatie en van procedures (Rules of Engagements of RoE) gaf de BCO door het bedienen van de vuurschakelaar het signaal voor lancering.
  - De doelvolgradar (TTR) volgde het doel door het gereflecteerde uitgezonden radarsignaal te volgen (skin tracking). Bij de raketvolgradar (MTR) werd de raket gevolgd door een door de raket uitgezonden signaal te volgen (beacon track). Het door de raket uitgezonden signaal werd geïnitieerd (getriggerd) door het door de raket ontvangen radarsignaal. (Er werd dus geen 'informatie' over bijvoorbeeld de plaats of snelheid van de raket door de raket teruggestuurd.)
  - De radarapparatuur volgde het doel of de raket na een initiële 'lock-on' automatisch. Men kon echter – bij zeer slecht automatisch volgen – het doel ook handmatig volgen.
  - De Nike Hercules-raket werd na de lancering niet rechtstreeks gestuurd naar het doel (homing) maar door het grondstation gestuurd naar een punt waar de raket en het doel elkaar zouden moeten ontmoeten (intercept point), gebaseerd op de momentele locatie, snelheid en richting van doel en raket. Als compromis van de effecten van luchtweerstand (drag) op lagere hoogte en bestuurbaarheid op hogere hoogte (ijle lucht) werd de raket gestuurd naar een punt boven het ontmoetingspunt (super elevation). Deze extra hoogte was onder andere afhankelijk van afstand tot het doel. Bij het doel was deze hoogte uiteraard nul.
  - Alle apparatuur van het grondstation (IFC) was mobiel uitgevoerd. Er bestond ook mobiele lanceerapparatuur. Alle geplaatste eenheden hadden echter een vaste lanceeropstelling.
  - Voor verbinding (spraak en signalen, onder andere lanceercommando) tussen de IFC en de LA werd gebruikgemaakt van zogenaamde landlijnen (ingegraven telefoonverbinding in beheer bij de Duitse PTT). Daarnaast beschikte men als alternatief voor de spraakverbinding over een straalverbinding. In geval van het uitvallen van de landlijn kon via de straalverbinding, op commando van de BCO, de raket ingesteld en gelanceerd worden vanaf de LA.
  - Het bij de KLu in gebruik zijnde IFF/SIF-systeem was een Engels systeem. Hierom was de IFF-antenne niet gemonteerd op de LOPAR-antenne. Synchroon draaide met de LOPAR een aparte IFF-antenne op korte afstand van de LOPAR.
  - De systemen waren normaal aangesloten op het openbare elektriciteitsnet. Voor het geval dit niet beschikbaar was stonden er op de IFC en de LA verschillende (nood)aggregaten stand-by. Omdat het een Amerikaans systeem was (110 V/60 Hz en 400 Hz), diende de netspanning middels omvormers aangepast te worden.
  - Ten behoeve van het GOC stond aanvankelijk op de IFC van het 220 Squadron (Schöppingen) ook een grote rondzoekradar van het type HIPAR. Het betrof hier een niet-Amerikaans systeem en wel een elders in Nederland vrijgekomen Frans systeem (Thomson, ER-438), dat voorheen in Appingedam stond opgesteld. Later werd dit systeem vervangen door een originele HIPAR. Het GOC geplaatst bij het 118 Squadron (Vörden) beschikte over een originele HIPAR. Later werden alle squadrons voorzien van een HIPAR.
  - Het grondsysteem van het 118 Squadron was specifiek aangepast om ook vijandelijke raketten te kunnen onderscheppen en werd als ATBM- of anti-ballistic missiles-systeem aangeduid.
  - De IFC's waren ook uitgerust met een mast (RF-test set) met daarop gemonteerd een zender, een ontvanger en een kruisvormig stelsel met maatgeving. Deze mast werd gebruikt om de volgantennes te testen en elektrisch/mechanisch uit te lijnen.